# Вестијарити
Вестијарити (грч. βεστιαρῖται, у једнини-βεστιαρίτης) су били царски телохранитељи и порески чиновници у Византији од 11. до 15. века.

## Историја и функција
Први познати вестијарит, Јован Иберицес, помиње се 1049. Као што им име каже, првобитно су служили као стражари у вестијарију - царској гардероби и ризници. Од 1080. помињу се унутрашњи или дворски вестијарити (грч. esō/oikeioi vestiaritai) и спољни вестијарити (грч. exō vestiaritai), који су вероватно припадали државној благајни (грч. basilikon vestiarion). Постепено, они су заменили друге гардијске јединице које су цареви држали у Цариграду, и постали цареви најповерљивији службеници. Принцеза Ана Комнина пише да су они дворани најближи цару. Са кризом византијске војске око 1070. од њих је формиран и стални пук дворске гарде, који је служио напоредо са варјашком гардом у војсци Комнина.
Вестијарити се помињу све до 1387, али су вероватно постојали до краја Царства, пошто се њихов заповедник, протовестијарит (грч. πρωτοβεστιαρίτης)  Георгије Сфранцес, помиње 1451.